# Vriesea mitoura
Vriesea mitoura là một loài thuộc chi Vriesea. Đây là loài bản địa của Venezuela.